# Sveti Duh
Sveti Duh je v krščanskem verovanju ena izmed treh božanskih oseb Svete Trojice, poleg Boga Očeta in Boga Sina (Božjega sina) Jezusa Kristusa. Skupaj tvorijo troedinega Boga, ki je eno bitje v treh osebah. 
Sveti Duh se od Jezusa razlikuje v tem, da nima fizičnega obličja (brez utelešenja oziroma učlovečenja) in je izključno duhovno bitje. Pogosto posreduje pri Božjem ljudstvu kot njegov vodnik in tolažnik.

## Sveti Duh - nazivi
"Sveti Duh" je lastno ime tretje osebe svete Trojice. Jezus ga imenuje tudi: Duh Paraklet (Tolažnik, Advocatus) in Duh resnice. Nova zaveza ga imenuje tudi: Kristusov Duh, Gospodov Duh, Božji Duh, Duh slave, Duh obljube.

## Simboli Svetega Duha
Simboli Svetega Duha so številni: živa voda, ki izvira iz Kristusovega prebodenega srca in odžeja krščene, maziljenje z krizmenim oljem, ki je zakramentalno znamenje krsta, birme, mašniškega posvečenja in bolniškega maziljenja; ogenj, ki preoblikuje, česar se dotakne;  temen ali svetal oblak, v katerem se razodeva božja slava; polaganje rok, po čemer se podeljuje Duh; golob, ki se spusti na Kristusa in ostane nad njim pri krstu.

## Sveti Duh - preroki
Z besedo preroki razumemo vse tiste, ki jih je Sveti Duh navdihnil, da so govorili v božjem imenu. Duh privede prerokbe stare zaveze do polne dovršitve v Kristusu, čigar skrivnost razkriva v novi zavezi.

## Sveti Duh - Janez Krstnik
Duh napolni Janeza Krstnika, zadnjega preroka stare zaveze, ki je po njegovem delovanju poslan, da "pripravi za Gospoda dovzetno ljudstvo" (Lk 1,17) in oznani prihod Kristusa, Božjega Sina: tistega, na kogar je videl prihajati Duha in ostati nad njim, tistega, "ki krščuje v Svetem Duhu" (Jn 1,33).

## Sveti Duh - Marija
Sveti Duh dopolni v Mariji pričakovanja in priprave stare zaveze za Kristusov prihod. Na edinstveni način jo napolni z milostjo in napravi njeno devištvo rodovitno, da rodi učlovečenega Božjega Sina. Iz nje napravi mater "celotnega Kristusa", to se pravi mater Jezusa Glave in Cerkve, njegovega Telesa. Marija je navzoča med dvanajsterimi na binkoštni dan, ko Duh začenja "poslednje čase" z nastopom Cerkve.

## Sveti Duh - odnos med Jezusom
Božji Sin je z maziljenjem Duha posvečen za Mesija v svoji človeški naravi že od samega učlovečenja. Kristus ga razodeva v svojem nauku, ko izpolnjuje obljubo, dano očetu, in ga priobčuje porajajoči se Cerkvi s tem, da ga vdihne v apostole po svojem vstajenju.